# Epicephala colymbetella
Epicephala colymbetella là một loài bướm đêm thuộc họ Gracillariidae. Nó được tìm thấy ở New South Wales, Queensland và quần đảo Marquesas.
Ấu trùng ăn Phyllanthus ferdinandi. They feed in the seed capsules.